# Consiglio nazionale palestinese
Il Consiglio nazionale palestinese (PNC) è l'organo legislativo dell'Organizzazione per la Liberazione della Palestina ed elegge il suo comitato esecutivo, che assume la guida dell'organizzazione tra le sessioni. Il Consiglio si riunisce normalmente ogni due anni. Le deliberazioni sono approvate da una maggioranza qualificata, con un quorum di due terzi.

## Storia
Il primo PNC, composto da 422 rappresentanti, si è incontrato a Gerusalemme nel maggio 1964 e ha adottato il Patto nazionale palestinese (chiamato anche Carta Nazionale Palestinese).  Ha inoltre stabilito l'Organizzazione per la Liberazione della Palestina (OLP) come espressione politica del popolo palestinese eletto e Ahmad Shuqayri come il primo presidente del comitato esecutivo OLP. Alla conferenza sono stati i rappresentanti di comunità palestinese in Giordania, Cisgiordania, striscia di Gaza, Siria, Libano, Kuwait, Iraq, Egitto, Qatar, Libia e Algeria.
Le successive sessioni si sono tenute al Cairo (1965), di Gaza (1966), Il Cairo (1968 - 1977), Damasco (1979 - 1981), Algeri (1983), Amman (1984), e Gaza (1996 e 1998).
Alla riunione di febbraio 1969 al Cairo, Yasser Arafat è stato nominato capo della OLP. Ha continuato ad essere leader OLP (talvolta chiamato anche Presidente), fino alla sua morte nel 2004.
In una riunione novembre 1988 ad Algeri, il PNC ha dichiarato unilateralmente l'indipendenza dello Stato di Palestina.
Dopo la firma degli accordi di Oslo, il PNC si è riunito a Gaza nel mese di aprile 1996 e con 504 voti contro 54  ha stabilito di rimuovere le parti del Patto nazionale palestinese in cui si nega il diritto di esistenza di Israele. La Carta, però, non è stata formalmente modificata o ri-elaborata.
Nel dicembre 1998, il PNC si è riunito a Gaza dietro insistenza del Primo Ministro israeliano Benjamin Netanyahu, che l'ha reclamato quale condizione per il proseguimento del processo di pace. Alla presenza del Presidente degli Stati Uniti Bill Clinton, ha ribadito ancora una volta l'annullamento delle parti del Patto che negava il diritto di Israele ad esistere, ma non era ancora stato formalmente modificato il progetto.

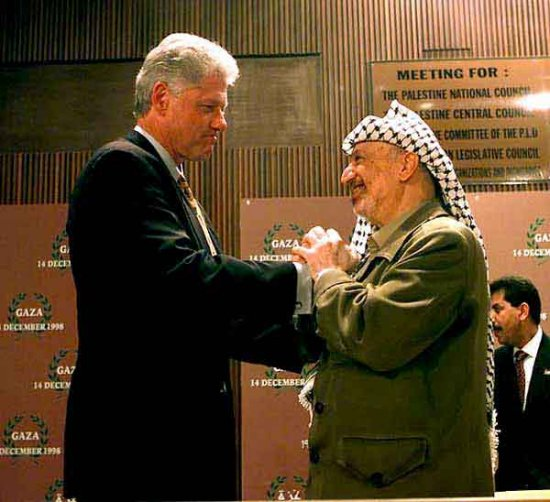
Bill Clinton e Yasser Arafat nel Consiglio nazionale palestinese a Gaza

A partire dal 2003, il PNC è presieduto da Salim Zanun e si compone di 669 membri: 88 membri del Consiglio legislativo palestinese, 98 membri rappresentano la popolazione palestinese che vive in Cisgiordania e nella Striscia di Gaza, e 483 membri rappresentano i palestinesi della diaspora.
Per la prima volta in 22 anni, dall’ultima riunione plenaria del 1996, i 700 membri del PNC si sono incontrati il 30 aprile 2018 a Ramallah per discutere i recenti sviluppi, ma molti gruppi non hanno partecipato, tra cui Hamas, la Jihad islamica palestinese ed il Fronte Popolare per la Liberazione della Palestina. Il PNC ha anche riempito i posti vacanti nel Comitato Esecutivo dell'OLP con lealisti del Presidente palestinese Abu Mazen.